# Viena Edicions
Viena Edicions es una editorial española creada en 1991 con sede la ciudad de Barcelona. Fue en su origen una filial del grupo Columna Edicions y en el año 2000 se convirtió en un sello independiente, dedicado a la edición en lengua catalana y dirigida por Isabel Monsó y Enric Viladot. En 2009 obtuvo el premio Llibreter por la edición de Winesburg, Ohio, de Sherwood Anderson (1876-1941), traducido por Francesc Parcerisas. Se dedica, entre otros temas, a la edición de traducciones al catalán de grandes clásicos de la literatura del siglo XX y XXI, como por ejemplo Marcel Proust, Josep Roth y otros.

## Publicaciones destacadas
- 2012: Salvador Dalí vist per la seva germana (1948) nueva edición a cargo de Mariona Seguranyes, 2012.[4]
- 2013: La solidaritat no degenera, el llibre de la marató contra les malalties neurodegeneratives.[5]